# Sklerotizace
Skleroterapie (sklerotizace) je jedna z metod odstraňování křečových žil (varixů), při níž se do křečové žíly malými vpichy aplikuje nevelké množství speciální látky, která naruší žilní stěnu a způsobí její následné „slepení“.